# Movimento Associativo Italiani all'Estero
Il Movimento Associativo Italiani all'Estero (MAIE) è un partito politico italiano fondato in Argentina nel 2007 da Ricardo Antonio Merlo.

## Storia
Nato da una scissione interna alle Associazioni Italiane in Sud America di Luigi Pallaro, ha debuttato alle elezioni politiche del 2008, ottenendo un seggio alla Camera dei deputati ed uno al Senato della Repubblica: a Montecitorio Ricardo Antonio Merlo, già deputato per AISA, e Palazzo Madama Mirella Giai, ex DS e già candidata nel 2006 dall'Unione. Entrambi i parlamentari provengono dall'Argentina.

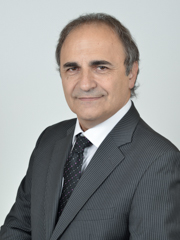
Ricardo Merlo, fondatore e presidente del MAIE

Alle elezioni europee del 2009 si presenta in lista unica con i Liberal Democratici. Il 20 marzo il deputato Merlo aderisce al gruppo parlamentare Liberal Democratici-Repubblicani, che in seguito, con l'abbandono dei deputati del PRI, assume la denominazione Liberal Democratici-MAIE.
Alle elezioni politiche del 2013 il partito elegge tre deputati: Ricardo Antonio Merlo e Mario Borghese, medico nato in Argentina, sotto il proprio simbolo nella ripartizione America Meridionale e, Fucsia Fitzgerald Nissoli (Stati Uniti) all'interno della lista Con Monti per l'Italia nella ripartizione America Settentrionale e Centrale. Al Senato, invece, elegge Claudio Zin (Argentina) nella ripartizione America Meridionale.
Il 10 aprile 2013, tuttavia, Fucsia Fitzgerald Nissoli abbandona definitivamente il partito per aderire a Scelta Civica per l'Italia, a Democrazia Solidale di Lorenzo Dellai, e nel 2017 a Forza Italia.
Alle elezioni europee del 2014 il MAIE ha presentato i propri candidati congiuntamente a Io Cambio, che presentava come capolista l'ideatore del cosiddetto metodo Stamina Davide Vannoni; tale cartello elettorale non è però riuscito ad ottenere alcun seggio, fermandosi allo 0,2% su base nazionale e al 3% nella circoscrizione estera, al di sotto del quorum del 4% necessario per entrare nell'assise comunitaria.
Alle elezioni politiche del 2018 il MAIE presenta candidati in entrambe le ripartizioni americane, riuscendo a pervenire all'elezione di Mario Borghese alla Camera dei deputati e Ricardo Merlo al Senato della Repubblica (nella ripartizione sudamericana). 
Nel corso della legislatura confluiscono inoltre nella componente MAIE i deputati Silvia Benedetti, Andrea Cecconi, Salvatore Caiata, Antonio Tasso e Catello Vitiello (eletti col Movimento 5 Stelle e sospesi dal partito) e il senatore Adriano Cario (unico eletto dell'USEI alla camera alta, che verrà però poi dichiarato decaduto per irregolarità nel procedimento elettorale).
Il contingente di due parlamentari (entrambi eletti nella ripartizione America Meridionale) viene confermato alle elezioni politiche del 2022, che vedono Mario Borghese accedere al Senato e Franco Tirelli alla Camera.

### Fiducia ai governi
Il 14 maggio 2008, in occasione della fiducia iniziale al governo Berlusconi IV, Merlo decide di non dare l'appoggio alla coalizione vincente, come invece aveva fatto nel 2006 con il governo Prodi II, e si astiene. Il giorno successivo la senatrice Giai esprime lo stesso voto che però, dato il regolamento del Senato, ha effetto di voto contrario.
Il MAIE ha sostenuto il governo Renzi alla nascita di quest'ultimo nel mese di febbraio 2014, quando tutti suoi parlamentari hanno espresso voto favorevole in occasione della fiducia sia alla Camera che al Senato; il 31 marzo 2014 il MAIE annuncia tuttavia il passaggio all'opposizione. Il MAIE successivamente nega la fiducia anche al governo Gentiloni.
Nel giugno 2018 i parlamentari MAIE votano la fiducia al governo Conte I e Merlo diventa sottosegretario agli esteri.
Nel settembre 2019 i parlamentari MAIE votano la fiducia al governo Conte II e Merlo viene riconfermato sottosegretario agli esteri.
Nell'ottobre 2022 i parlamentari del MAIE fondano gruppi congiunti alla Camera e al Senato con il cartello centrista Noi Moderati e votano la fiducia al governo di centrodestra guidato da Giorgia Meloni. Due anni più tardi MAIE e Noi Moderati formalizzano l’alleanza in vista delle successive elezioni politiche previste per il 2027 ''per rinforzare il centro del centro-destra''.

## Gruppo parlamentare
Nella XVI legislatura della Repubblica Italiana, il MAIE ha fatto parte del Gruppo misto alla Camera dei deputati, mentre al Senato della Repubblica ha costituito una componente con UDC, SVP e Autonomie.
Nella XVII legislatura della Repubblica Italiana, alla Camera, ha costituito la componente MAIE-API all'interno del Gruppo misto. Nel settembre 2015, sette deputati di Alleanza Liberalpopolare-Autonomie (fuoriusciti da Forza Italia), vicini alle posizioni politiche di Denis Verdini, aderiscono alla componente del MAIE e dell'API nel gruppo misto della Camera dei Deputati, denominata "Movimento Associativo Italiani all'Estero (MAIE) - Alleanza per l'Italia (API)", che dopo il loro ingresso muta il nome in "Alleanza Liberalpopolare-Autonomie (ALA) - Movimento Associativo Italiani all'Estero (MAIE)".
Nell'ottobre 2016, sia il MAIE che l'ALA di Denis Verdini abbandonano il gruppo misto per creare un gruppo parlamentare autonomo insieme ai deputati di Scelta Civica che hanno seguito Enrico Zanetti. Il nuovo gruppo è denominato "Scelta Civica verso cittadini per l'Italia-MAIE".
Il voto di tale gruppo parlamentare è stato determinante sia per la tenuta del governo Renzi che per il successivo Governo Gentiloni, sulla base di valutazioni "provvedimento per provvedimento", anche se in queste votazioni i parlamentari del MAIE si sono astenuti o erano assenti.
Al Senato, Claudio Zin ha aderito al gruppo Scelta Civica per l'Italia fino all'8 luglio 2013, e dal giorno successivo è entrato nel gruppo per le autonomie che da quel momento assume la denominazione Per le Autonomie (SVP-UV-PATT-UpT)-PSI-MAIE.
Nella XVIII legislatura della Repubblica Italiana il deputato Mario Borghese aderisce al Gruppo misto.
Il 20 aprile 2018 Borghese e altri 5 deputati eletti nel Movimento 5 Stelle, ma espulsi, costituiscono la componente "MAIE-Movimento Associativo Italiani all'Estero".
Anche il senatore Ricardo Merlo aderisce al gruppo misto e costituisce insieme al senatore Riccardo Nencini la componente "PSI-MAIE". 
Dopo l’abbandono dell’USEI da parte del senatore Adriano Cario e l’adesione al MAIE, Nencini crea la componente “PSI”, mentre Cario e Merlo aderiscono alla componente “MAIE”. Il 18 febbraio 2019 viene sciolta la componente “Maie-Sogno Italia” alla Camera, tuttavia il 19 febbraio 2019 i deputati Mario Alejandro Borghese, Antonio Tasso e Andrea Cecconi costituiscono la componente “MAIE”. I deputati Silvia Benedetti, Catello Vitiello e Salvatore Caiata non aderiscono alla componente, restando tra i Non iscritti.
Il 27 gennaio 2021 al Senato nasce Europeisti-MAIE-Centro Democratico, gruppo di 10 parlamentari del Misto di diversa provenienza (MAIE, ex M5S, ex PD, ex FI); il gruppo viene sciolto due mesi dopo.
Nel luglio 2022 viene siglato un accordo di collaborazione con Coraggio Italia. Alla Camera nasce quindi la componente "Coraggio Italia" che conta 10 deputati, compresi Borghese e Tasso. Al Senato invece Andrea Causin e Marinella Pacifico, insieme allo stesso Merlo, formano la componente MAIE-Coraggio Italia.
Il 18 ottobre 2022 il neo rieletto Borghese aderisce al gruppo Civici d'Italia - Noi Moderati (UdC - Coraggio Italia - Noi con l'Italia - Italia al Centro) - MAIE, che farà parte della maggioranza di centrodestra a Palazzo Madama nella XIX legislatura. Alla Camera Franco Tirelli aderisce al gruppo Noi moderati (Noi con l'Italia, Coraggio Italia, UdC, Italia al Centro) - MAIE.

## Risultati elettorali
| Elezione                                                                          | Elezione                     | Voti    | %     | Seggi  |
| --------------------------------------------------------------------------------- | ---------------------------- | ------- | ----- | ------ |
| Politiche 2008                                                                    | Camera                       | 83 585  | 8,3   | 1 / 12 |
| Politiche 2008                                                                    | Senato                       | 69 279  | 7,5   | 1 / 6  |
| Europee 2009 (con LD)                                                             | Europee 2009 (con LD)        | 71 218  | 0,23  | 0 / 72 |
| Politiche 2013                                                                    | Camera                       | 140 473 | 14,30 | 3 / 12 |
| Politiche 2013                                                                    | Senato                       | 120 290 | 13,45 | 1 / 6  |
| Europee 2014 (con Io Cambio)                                                      | Europee 2014 (con Io Cambio) | 50 978  | 0,18  | 0 / 73 |
| Politiche 2018                                                                    | Camera                       | 104 538 | 9,68  | 1 / 12 |
| Politiche 2018                                                                    | Senato                       | 107 879 | 10,88 | 1 / 6  |
| Politiche 2022                                                                    | Camera                       | 141 356 | 13,04 | 1 / 8  |
| Politiche 2022                                                                    | Senato                       | 138 758 | 12,73 | 1 / 4  |
| Per le elezioni politiche i dati sono relativi alla sola circoscrizione Estero 1. |                              |         |       |        |